# Dream Part.01
Dream Part.01 – czwarty minialbum południowokoreańskiej grupy Astro, wydany 29 maja 2017 roku przez wytwórnię Fantagio Music. Ukazał się w dwóch edycjach „Day” i „Night”. Płytę promował singel „Baby”. Sprzedał się w nakładzie 81 226 egzemplarzy w Korei Południowej.

## Lista utworów
| CD | CD                                                 | CD                                | CD                           | CD              | CD      |
| Nr | Tytuł utworu                                       | Tekst                             | Kompozycja                   | Aranżacja       | Długość |
| -- | -------------------------------------------------- | --------------------------------- | ---------------------------- | --------------- | ------- |
| 1. | „Dreams Come True”                                 | Iggy Young-bae, JinJin, Rocky     | Iggy Young-bae               | Iggy Young-bae  | 3:32    |
| 2. | „Baby”                                             | Glory Face, Jin-ri, JinJin, Rocky | CODE 9                       | CODE 9          | 3:22    |
| 3. | „Niga usjanh-a” (kor. 니가 웃잖아, ang. You Smile) | Jin-ri, Glory Face, JinJin, Rocky | Glory Face, Jin-ri           | Glory Face      | 3:27    |
| 4. | „Neoraseo” (kor. 너라서, ang. Because It's You)    | Jin-ri, JinJin, Rocky             | Glory Face, Jin-ri           | Glory Face      | 3:42    |
| 5. | „Dream Night”                                      | OBROS, JinJin, Rocky              | OBROS, CHKmate               | OBROS, CHKmate  | 3:15    |
| 6. | „I'll Be There”                                    | OBROS, OBROS2, mia, JinJin, Rocky | OBROS, OBROS2                | OBROS           | 3:06    |
| 7. | „Da geojitmal” (kor. 다 거짓말, ang. Lie)          | Iggy Young-bae, JinJin, Rocky     | Iggy Young-bae               | Iggy Young-bae  | 3:21    |
| 8. | „Every Minute”                                     | Seo Ji-eum, JinJin, Rocky         | Stephan Elfgren, Chris Meyer | Stephen Elfgren | 3:22    |

## Notowania
| Lista                        | Pozycja |
| ---------------------------- | ------- |
| Gaon Album Chart             | 1       |
| Billboard World Albums Chart | 6       |
| Five Music (Tajwan)          | 1       |
| Japonia (Oricon)             | 34      |